# Jeux panarabes de 2015
Navigation
Édition précédente Édition suivante
Les Jeux panarabes de 2015 devaient être la 13e édition des Jeux panarabes, une compétition omnisports réunissant les sportifs des nations du monde arabe.
Beyrouth, au Liban, est désignée en 2011 pour accueillir la compétition. Mais en raison de la situation tendue dans le Moyen-Orient, notamment l'instabilité qui règne en Syrie, le Liban a été contraint de renoncer en mai 2014 et c'est alors le Maroc, le second pays candidat, qui est désigné pays hôte par l'UANOC. Mais le Maroc renonce à son tour en octobre 2014. En mars 2015, l'Égypte s'est alors proposée pour les organiser en décembre, mais l'édition est finalement annulée.

## Pays organisateur
Deux pays sont candidats à l'organisation des Jeux panarabes de 2015 : le Liban et le Maroc.
Le Liban est choisi comme pays organisateur lors de la seizième assemblée générale de l'Union des comités nationaux olympiques arabes le 10 décembre 2011 à Doha. Le pays a organisé les Jeux panarabes de 1957 et de 1997.

## Épreuves
Durant les Jeux panarabes de 2011, l'Union des comités nationaux olympiques arabes et la Fédération internationale de triathlon annoncent l'introduction du triathlon à partir des Jeux panarabes de 2015.